# Vela als Jocs Olímpics d'estiu de 1920 - 8 metres
La regata de vaixells de 8 metres va ser una de les proves de vela que es van disputar al camp de regates d'Oostende durant els Jocs Olímpics d'Anvers de 1920. Es van disputar dues modalitats, 1907 i 1919 rating, amb la participació de quatre vaixells amb un total de dinou participants procedents de dues nacionalitats. La competició es va disputar entre el 7 i el 9 de juliol de 1920.

## Medallistes
| Classe                         | Or                                                                                              | Plata                                                                                       | Bronze |
| 8 metres (1907 rating)         | Noruega · IreneCarl Ringvold · Thorleif Holbye · Tellef Wagle · Kristoffer Olsen · Alf Jacobsen | No es concedí                                                                               | No es concedí |
| 8 metres (1919 rating) detalls | Noruega · SildraMagnus Konow · Reidar Marthiniussen · Ragnar Vik · Thorleif Christoffersen      | Noruega · LynJens Salvesen · Lauritz Schmidt · Finn Schiander · Nils Thomas · Ralph Tschudi | Bèlgica · Antwerpia VAlbert Grisar · Willy de l'Arbre · Léopold Standaert · Henri Weewauters · Georges Hellebuyck |

## Resultats finals

### 8 metres (1907 rating)
| Posició | Tripulació                                                               | Iot             | Regata I | Regata I | Regata II | Regata II | Final |
| Posició | Tripulació                                                               | Iot             | Pos.     | Punts    | Pos.      | Punts     | Pos.  |
| ------- | ------------------------------------------------------------------------ | --------------- | -------- | -------- | --------- | --------- | ----- |
| 1       | Carl Ringvold Thorleif Holbye Alf Jacobsen Kristoffer Olsen Tellef Wagle | Noruega · Ierne | 1        | 1        | 1         | 1         | 2     |

### 8 metres (1919 rating)
| Posició | Tripulació                                                                           | Iot                   | Regata I | Regata I | Regata II | Regata II | Regata III | Regata III | Final |
| Posició | Tripulació                                                                           | Iot                   | Pos.     | Punts    | Pos.      | Punts     | Pos.       | Punts      | Punts |
| ------- | ------------------------------------------------------------------------------------ | --------------------- | -------- | -------- | --------- | --------- | ---------- | ---------- | ----- |
| 1       | Magnus Konow Thorleif Christoffersen Reidar Marthiniussen Ragnar Vik                 | Noruega · Sildra      | 1        | 1        | 1         | 1         | 1          | 1          | 3     |
| 2       | Jens Salvesen Finn Schiander Lauritz Schmidt Nils Thomas Ralph Tschudi               | Noruega · Lyn         | 2        | 2        | 2         | 2         | 2          | 2          | 6     |
| 3       | Albert Grisar Georges Hellebuyck Willy de l'Arbre Léopold Standaert Henri Weewauters | Bèlgica · Antwerpia V | 3        | 3        | 3         | 3         | 3          | 3          | 9     |

- NF - no finalitza / NS - no surt